# Changmaoling (sockenhuvudort i Kina, Hunan Sheng, lat 28,79, long 111,60)
Changmaoling (kinesiska: 长茅岭, 长茅岭乡) är en sockenhuvudort i Kina. Den ligger i provinsen Hunan, i den södra delen av landet, omkring 150 kilometer nordväst om provinshuvudstaden Changsha. Antalet invånare är 11 374. Befolkningen består av 5 649 kvinnor och 5 725 män. Barn under 15 år utgör 14,0 %, vuxna 15-64 år 67 %, och äldre över 65 år 17,0 %.
Runt Changmaoling är det tätbefolkat, med 511 invånare per kvadratkilometer. Närmaste större samhälle är Shimenqiao, 18,5 km nordost om Changmaoling. I omgivningarna runt Changmaoling växer i huvudsak blandskog.
Genomsnittlig årsnederbörd är 1 808 millimeter. Den regnigaste månaden är maj, med i genomsnitt 302 mm nederbörd, och den torraste är december, med 45 mm nederbörd.